# Слюдяной
Слюдяной — посёлок в Адамовском районе Оренбургской области. Входит в состав Теренсайского сельсовета.

## История
Посёлок основан в 1929 г. как одно из отеделений совхоза-гиганта «Каинды-Кумакский». В 1966 г. Указом Президиума ВС РСФСР поселок отделения № 1 совхоза «Каинды-Кумакский» переименован в Слюдяной.

## Население
| 2010 |
| ---- |
| 370  |